# ベックドルフ
ベックドルフ (Beckdorf) は、ドイツ連邦共和国ニーダーザクセン州のシュターデ郡に属す町村（以下、本項では便宜上「町」と記述する）で、ザムトゲマインデ・アペンゼンを構成する自治体の一つである。ハンブルクに近く、その中級中心都市はブクステフーデである。

## 地理

### 位置
ベックドルフは、エステ川の支流であるゴルトバッハ川沿いのゲースト（氷河谷に砂が堆積した地形）に位置する。アルテス・ラントやエルベ川の氷河谷の南、ハールブルク山地の西、リューネブルガー・ハイデ自然公園の北西にあたる。西部にはベックドルフ湿地がある。町の中部は、シュターデ郡の最高地点であるリッツベルクの北約2.5kmのゴルトバッハタールの丘陵地に位置している。

### 自治体の構成
町内には、首邑の他にゴルトベックとニンドルフの2つの集落がこの町に属す。

#### ゴルトベック
緯度経度: 北緯53度24分20秒 東経09度37分46秒 / 北緯53.40556度 東経9.62944度
ゴルトバッハ川を下ったところにゴルトベック集落がある。この集落の景観は20世紀の半ば頃からほとんど変わっていない。付近の集落と同じく集落全体が農業に従事している。ここから、南のザウエンジーク方面にあるリットベルクへ向かうことができる。集落の東には砂利採取場がある。

#### ニンドルフ
緯度経度: 北緯53度24分58秒 東経09度39分11秒 / 北緯53.41611度 東経9.65306度
ニンドルフは町の北東部、エステ川の近くにある。この集落への進入路はいずれも1車線しかないタール舗装の枝道である。集落が離れた場所に位置していることもあり、通り抜け車両は少ない。ニンドルフ集落も昔ながらの農業主体の性格を遺している。
ニンドルフの北にクライン・ニンドルフがある。これは2軒の農場からなる小集落である。

### 名前の由来
ベックドルフ (Beckdorf) の「Beck」は低地ドイツ語で「小川（標準ドイツ語の Bach）」を意味する。従って、この町の名前は「小川沿いの村」（Dorf = 村）という意味である。ゴルトベック (Goldbeck) の Beck も同じくBachであり、つまりゴルトバッハ川を指す。

## 行政

### 議会
ベックドルフの町議会は13議席からなる。

### 紋章
ベックドルフはザムトゲマインデ・アペンゼンに属し、固有の紋章を有していない。このザムトゲマインデ内のいずれの町村も固有の紋章を持たない。

## 文化と見所

### 歴史的建造物

#### ベークホフ
ベークホフはドイツで最も美しい古い農場建築の一つである。母屋と多くの付属の建物や家畜小屋を遺すこの農場は、見応えのある歴史的農場施設である。ここでは一年を通して様々な催しが行われている。2008年には農場の端に、ダンゼー城の攻城戦に用いられたオリジナルに忠実で稼働可能な投石機の復元が造られた。（北緯53度24分40秒 東経09度37分04秒 / 北緯53.41111度 東経9.61778度）

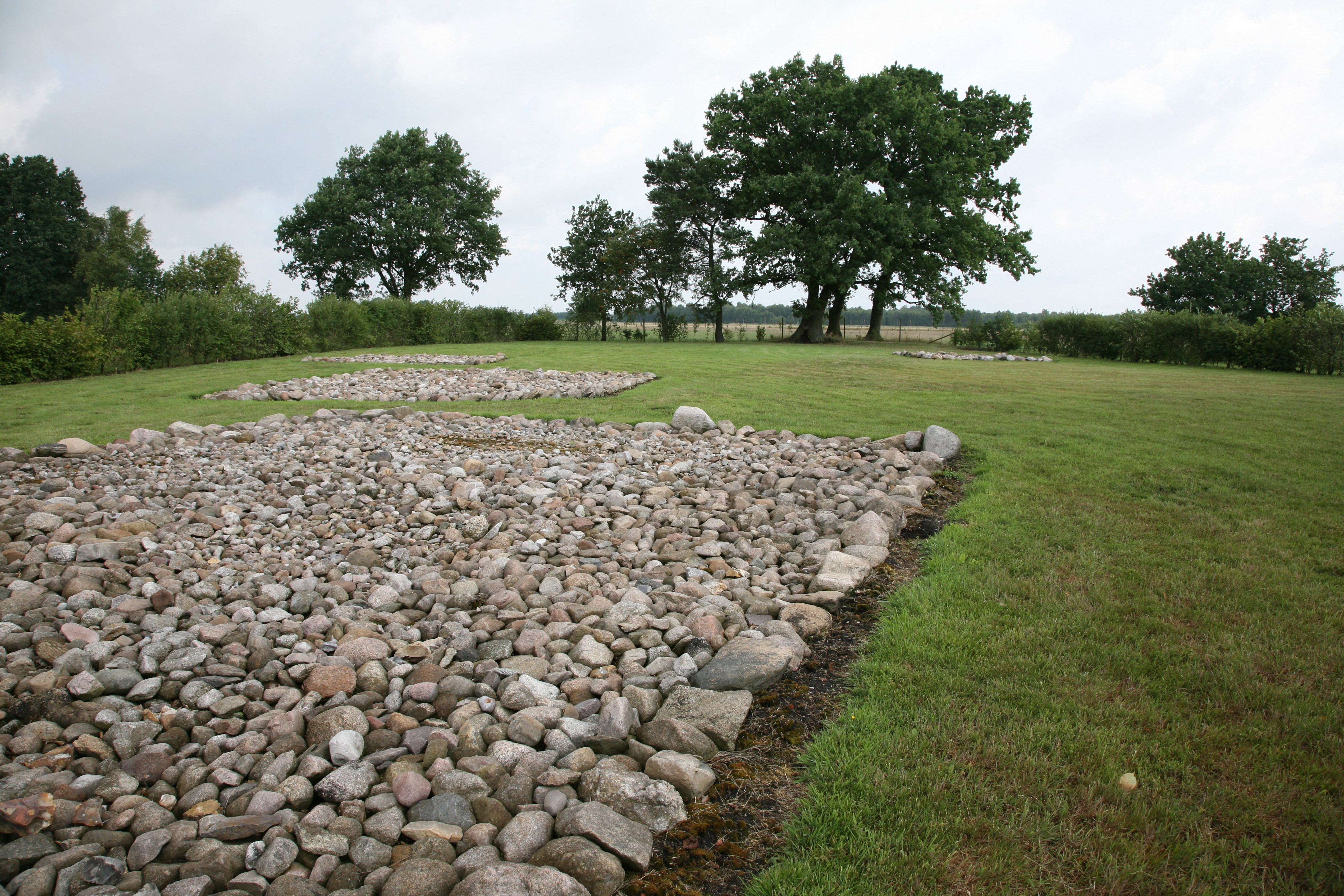
ダンゼー城趾

#### ダンゼー城
ベックドルフ湿地の中にあったダンゼー城（タンネンゼー城）14世紀にこの地にあった盗賊騎士イゼルン・ヒンネルク（ハインリヒ・フォン・ボルヒ）の避難城塞であった。彼は大司教による司教選出に激しい抵抗を示し、繰り返しフェーデを行い、この地域で略奪行為を働いた。このため、城は包囲され、最終的にはベックドルフの戦いで石弾によって破壊された。現在は単にいくつかの建物の平面図が模式的に遺るだけである。城周辺のかつての戦場には現在も、投石機によって発射された加工された石がいくつも遺されている。この城があったダンゼー（ダン湖）は徐々に埋め立てられていったが、現在も小さな窪みがある。（北緯53度24分26秒 東経09度34分07秒 / 北緯53.40722度 東経9.56861度）

#### 墳丘墓
町の西部と南部にいくつかの墳丘墓が遺されている。完全な形の墓地丘陵はゴルトベックの東、ラームシュトルフ小集落の近くにある。

### 自然景観

#### ベックドルフ湿地
ベックドルフ湿地は町の西部にある湿地で、徐々に広範囲な開墾がなされてきた。現在は乳牛や馬が放牧されている多くの緑地や牧草地がその景観を特徴づけている。集落近くは広い農耕地となっている。
また、この湿地の南西部にあたるザウエンジーク、ヴィーゲルゼン方面には泥炭の採掘地域が広がっている。かつての泥炭採掘場の近くからは、様々な時代の物品が良好な状態で発掘され、その一部はシュターデのシュヴェーデンシュパイヒャー博物館に展示されている。

#### ゴルトバッハ川
ゴルトバッハ川は、ベックドルフとゴルトベックの集落を横切って最終的にはモイスブルク付近でエステ川に注ぐ小さな川である。水源はベックドルフの西に位置するベックドルフ湿地にある。この小川の川岸には多くの緑地や牧草地が点在し、小さな河畔林もある。ゴルトベックの近くではゴルトベック水車のために堰き止められ、水車池を形成している。

### スポーツ
ベックドルフでは、ハンドボールが重要な役割を担っている。地域大会では何度も優秀な成績を収めているSVベックドルフ (SVB) は1924年には早くも結成されていた。この町の少年チームは、ハンドボール・ブンデスリーガで活躍するような選手を輩出している。
スポーツセンターは町の東の入り口にある。ここには、この地域で最も広い体育館「アウフ・デム・デルム」がある。この施設は1980年代から1990年代にはベックドルフ収穫祭の会場としても用いられた。現在は約500人収容できる体育館で、SVBのハンドボールのホームゲームはほぼ完売となる。2007年から2008年のシーズンから、このチームはドイツで3番目のハンドボール・リーグであるレイギオナルリーガの北地区でプレイしている。

## 経済と社会資本

### 経済
北部産業地区には、この町最大の雇用主であるフォルクスワーゲンやアウディの販売店をはじめ、いくつかのサービス業者がある。

### 交通
ベックドルフは州道L130号線によりアペンゼンおよびザウエンジークと結ばれている。郡道K52号線はベックドルフ集落とこれ以外の集落であるゴルトベックおよびニンドルフを結んでいる。
2004年12月の、ハンブルク交通連盟の周辺郡部への拡大によりベックドルフはそのサービス地域に含まれることとなった。
ハルゼフェルトおよびホレンシュテットへの鉄道（EVB、かつてはブレーメン - ベルリン線の一部として計画されていた）は2006年に廃止された。この路線は、20世紀の半ばまで旅客運行を行っていた。その後、駅はジャガイモやカブの積み込み駅として利用されたが、これも採算が採れなくなっていた。

## 引用
1. ↑  Landesamt für Statistik Niedersachsen, LSN-Online Regionaldatenbank, Tabelle A100001G: Fortschreibung des Bevölkerungsstandes, Stand 31. Dezember 2023